# 1879 au Nouveau-Brunswick
Chronologie du Nouveau-Brunswick
- 1875
- 1876
- 1877
- 1878
- 1879
- 1880
- 1881
- 1882
- 1883

Cette page concerne des événements d'actualité qui se sont produits durant l'année 1879 dans la province canadienne du Nouveau-Brunswick.

## Événements
- Charles Ray succède à Sylvester Zobieski Earle au poste du maire de Saint-Jean.
- Création de l'Opposition officielle néo-brunswickoise. Andrew George Blair du Parti libéral devient le premier chef de l'Opposition officielle.
- Fondation du journal « L'Etoile du Nord » à Saint-Jean.
- 6 août : une tornade fait 5 morts, 10 blessés et rendit 25 familles sans-abris à Bouctouche. Ce fut la plus importante tornade à jamais toucher les provinces de l'Atlantique, et la 10e plus meurtrière de l'histoire du pays[1].

## Naissances
- 20 mars : Richard Burpee Hanson, maire, député et ministre.
- 23 mars : Arthur Melanson, prêtre.
- 26 avril : Alfred James Witzell, député.
- 12 juin : Charles Dow Richards, premier ministre du Nouveau-Brunswick.
- 27 décembre : Épiphane Nadeau, député.